# Bundestagswahlkreis München-Nord
Der Wahlkreis München-Nord (Wahlkreis 216; bis zur Bundestagswahl 2021 Wahlkreis 217) ist seit 1949 ein Bundestagswahlkreis in Bayern. Er umfasst die Münchner Stadtbezirke Feldmoching-Hasenbergl, Maxvorstadt, Milbertshofen-Am Hart, Moosach, Schwabing-Freimann und Schwabing-West.

## Wahlergebnisse

### Bundestagswahl 2025

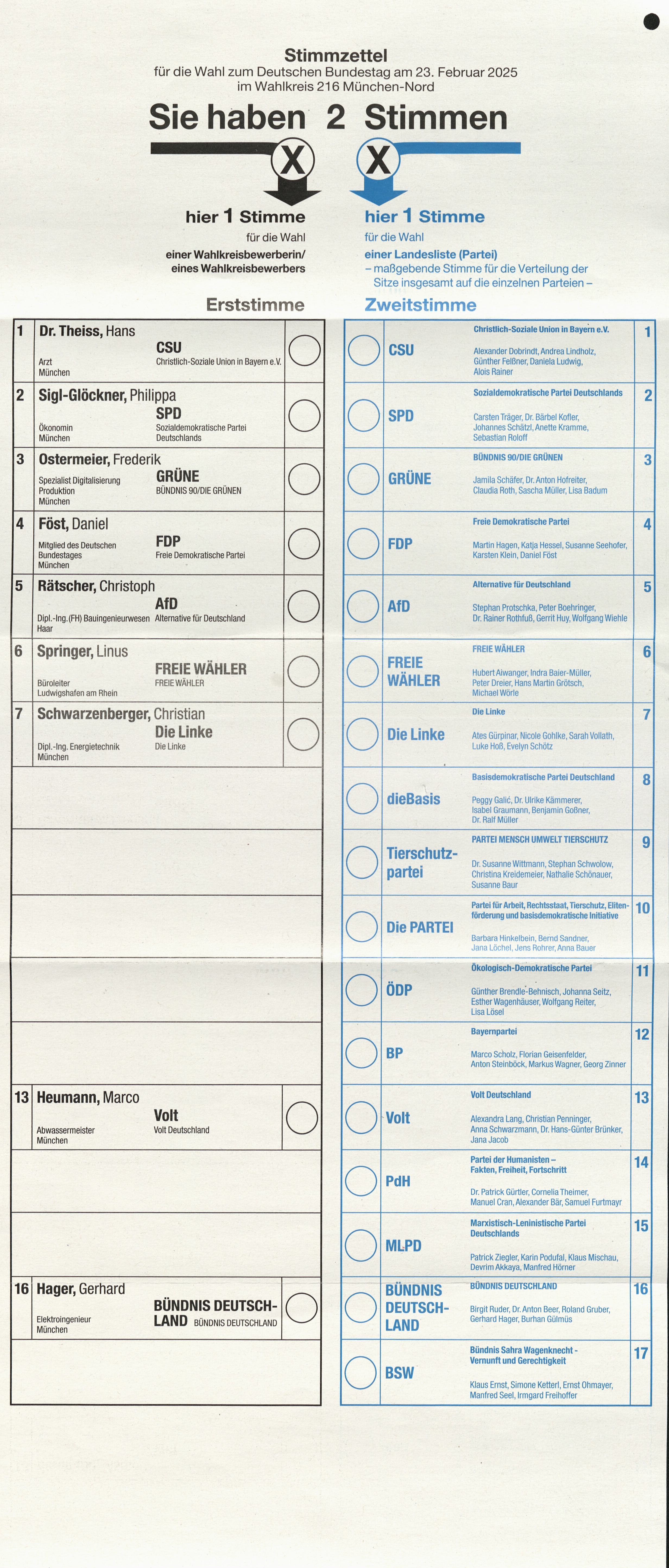
Stimmzettel zur Bundestagswahl 2025

Zur Bundestagswahl 2025 am 23. Februar wurden 9 Direktkandidaten und 17 Landeslisten zugelassen.
| Kandidaten                                            | Kandidaten                | Parteien/Listen     | Erststimmen | Erststimmen | Zweitstimmen | Zweitstimmen |
| Kandidaten                                            | Kandidaten                | Parteien/Listen     | Stimmen     | %           | Stimmen      | %            |
| ----------------------------------------------------- | ------------------------- | ------------------- | ----------- | ----------- | ------------ | ------------ |
|                                                       | Hans Theissgewählt im WK  | CSU                 | 59.872      | 32,4        | 53.494       | 28,9         |
|                                                       | Philippa Sigl-Glöckner    | SPD                 | 36.593      | 19,8        | 28.582       | 15,4         |
|                                                       | Frederik Ostermeier       | GRÜNE               | 44.697      | 24,2        | 42.281       | 22,8         |
|                                                       | Daniel Föst               | FDP                 | 8.536       | 4,6         | 12.394       | 6,7          |
|                                                       | Christoph Rätscher        | AfD                 | 16.685      | 9,0         | 17.688       | 9,5          |
|                                                       | Linus Springer            | FREIE WÄHLER        | 2.700       | 1,5         | 2.195        | 1,2          |
|                                                       | Christian Schwarzenberger | Die Linke           | 12.121      | 6,6         | 16.785       | 9,1          |
|                                                       | -                         | dieBasis            | –           | –           | 401          | 0,2          |
|                                                       | -                         | Tierschutzpartei    | –           | –           | 1.186        | 0,6          |
|                                                       | -                         | Die PARTEI          | –           | –           | 779          | 0,4          |
|                                                       | -                         | ÖDP                 | –           | –           | 563          | 0,3          |
|                                                       | -                         | BP                  | –           | –           | 150          | 0,1          |
|                                                       | Marco Heumann             | Volt                | 3.010       | 1,6         | 2.295        | 1,2          |
|                                                       | –                         | PdH                 | –           | –           | 169          | 0,1          |
|                                                       | –                         | MLPD                | –           | –           | 47           | 0,0          |
|                                                       | Gerhard Hager             | BÜNDNIS DEUTSCHLAND | 524         | 0,3         | 168          | 0,1          |
|                                                       | –                         | BSW                 | –           | –           | 6.055        | 3,3          |
| Gesamt                                                | Gesamt                    | Gesamt              | 184.738     | 100         | 185.232      | 100          |
|                                                       |                           |                     |             |             |              |              |
| Ungültige Stimmen                                     | Ungültige Stimmen         | Ungültige Stimmen   | 1.017       | 0,5         | 523          | 0,3          |
| Wähler                                                | Wähler                    | Wähler              | 185.755     | 83,0        | 185.755      | 83,0         |
| Wahlberechtigte                                       | Wahlberechtigte           | Wahlberechtigte     | 223.690     |             | 223.690      |              |
|                                                       |                           |                     |             |             |              |              |
| Quellen: Die Bundeswahlleiterin, Kandidaten – Stimmen |                           |                     |             |             |              |              |

Kursive Direktkandidaten kandidieren nicht für die Landesliste, kursive Parteien treten ohne Landesliste an.

### Bundestagswahl 2021

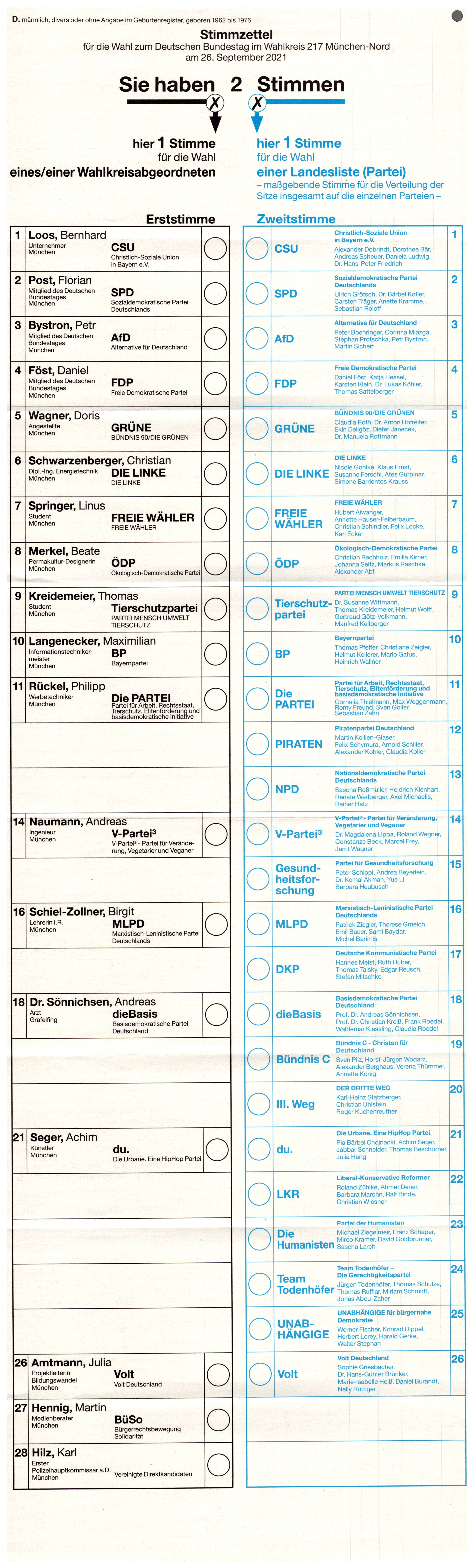
Stimmzettel zur Bundestagswahl 2021

Zur Bundestagswahl 2021 am 26. September wurden 18 Direktkandidaten und 26 Landeslisten zugelassen.
| Kandidaten                               | Kandidaten                         | Parteien/Listen      | Erststimmen | Erststimmen | Zweitstimmen | Zweitstimmen |
| Kandidaten                               | Kandidaten                         | Parteien/Listen      | Stimmen     | %           | Stimmen      | %            |
| ---------------------------------------- | ---------------------------------- | -------------------- | ----------- | ----------- | ------------ | ------------ |
|                                          | Bernhard Loosgewählt im WK         | CSU                  | 44.854      | 25,7        | 39.986       | 22,9         |
|                                          | Florian Post                       | SPD                  | 38.172      | 21,9        | 33.241       | 19,0         |
|                                          | Petr Bystron                       | AfD                  | 7.591       | 4,3         | 8.250        | 4,7          |
|                                          | Daniel Föst                        | FDP                  | 19.477      | 11,2        | 25.953       | 14,8         |
|                                          | Doris Wagner                       | GRÜNE                | 42.319      | 24,2        | 44.861       | 25,6         |
|                                          | Christian Alois Schwarzenberger    | DIE LINKE            | 6.216       | 3,6         | 7.044        | 4,0          |
|                                          | Linus Springer                     | FREIE WÄHLER         | 3.969       | 2,3         | 4.396        | 2,5          |
|                                          | Beate Christine Merkel             | ÖDP                  | 1.862       | 1,1         | 1.143        | 0,7          |
|                                          | Thomas Steffen Kreidemeier         | Tierschutzpartei     | 2.072       | 1,2         | 1.504        | 0,9          |
|                                          | Maximilian Franz-Josef Langenecker | BP                   | 563         | 0,3         | 409          | 0,2          |
|                                          | Philipp Holger Rückel              | Die PARTEI           | 1.562       | 0,9         | 1.157        | 0,7          |
|                                          | -                                  | PIRATEN              | –           | –           | 488          | 0,3          |
|                                          | –                                  | NPD                  | –           | –           | 30           | 0,0          |
|                                          | Andreas Naumann                    | V-Partei³            | 324         | 0,2         | 184          | 0,1          |
|                                          | –                                  | Gesundheitsforschung | –           | –           | 141          | 0,1          |
|                                          | Birgit Gerda Schiel-Zollner        | MLPD                 | 60          | 0,0         | 35           | 0,0          |
|                                          | –                                  | DKP                  | –           | –           | 36           | 0,0          |
|                                          | Andreas Christian Sönnichsen       | dieBasis             | 2.540       | 1,5         | 2.216        | 1,3          |
|                                          | –                                  | Bündnis C            | –           | –           | 60           | 0,0          |
|                                          | –                                  | III. Weg             | –           | –           | 28           | 0,0          |
|                                          | Achim Seger                        | du.                  | 402         | 0,2         | 139          | 0,1          |
|                                          | -                                  | LKR                  | –           | –           | 50           | 0,0          |
|                                          | -                                  | Die Humanisten       | –           | –           | 218          | 0,1          |
|                                          | –                                  | Team Todenhöfer      | –           | –           | 1.603        | 0,9          |
|                                          | -                                  | UNABHÄNGIGE          | –           | –           | 175          | 0,1          |
|                                          | Julia Katharina Elisabeth Amtmann  | Volt                 | 2.410       | 1,4         | –            | –            |
|                                          | Martin Thomas Hennig               | BüSo                 | 41          | 0,0         | –            | –            |
|                                          | Karl Erich Günther Hilz            | Einzelbewerber a     | 237         | 0,1         | –            | –            |
| Gesamt                                   | Gesamt                             | Gesamt               | 174.671     | 100         | 174.902      | 100          |
|                                          |                                    |                      |             |             |              |              |
| Ungültige Stimmen                        | Ungültige Stimmen                  | Ungültige Stimmen    | 880         | 0,5         | 649          | 0,4          |
| Wähler                                   | Wähler                             | Wähler               | 175.551     | 78,5        | 175.551      | 78,5         |
| Wahlberechtigte                          | Wahlberechtigte                    | Wahlberechtigte      | 223.683     |             | 223.683      |              |
|                                          |                                    |                      |             |             |              |              |
| Quellen: Die Bundeswahlleiterin, Stimmen |                                    |                      |             |             |              |              |

Kursive Direktkandidaten kandidierten nicht für die Landesliste, kursive Parteien waren nicht Teil der Landesliste.

### Bundestagswahl 2017
Zur Bundestagswahl 2017 am 24. September wurden 12 Direktkandidaten und 21 Landeslisten zugelassen.
Bernhard Loos wurde mit 32,2 % der Erststimmen gemäß Endergebnis mit dem zweitniedrigsten Erststimmen-Prozentsatz aller Direktmandatare der CSU gewählt. Er hält damit rechnerisch ein Überhangmandat für die CSU, für das ein Ausgleichsmandat für eine andere im Bundestag vertretene Partei existiert.
| Kandidaten                                            | Kandidaten                 | Parteien/Listen      | Erststimmen | Erststimmen | Zweitstimmen | Zweitstimmen |
| Kandidaten                                            | Kandidaten                 | Parteien/Listen      | Stimmen     | %           | Stimmen      | %            |
| ----------------------------------------------------- | -------------------------- | -------------------- | ----------- | ----------- | ------------ | ------------ |
|                                                       | Bernhard Loosgewählt im WK | CSU                  | 55.811      | 32,2        | 49.953       | 28,8         |
|                                                       | Florian Post               | SPD                  | 45.068      | 26,0        | 28.903       | 16,7         |
|                                                       | Doris Wagner               | GRÜNE                | 22.726      | 13,1        | 29.334       | 16,9         |
|                                                       | Daniel Föst                | FDP                  | 16.669      | 9,6         | 26.241       | 15,1         |
|                                                       | Petr Bystron               | AfD                  | 13.216      | 7,6         | 14.982       | 8,6          |
|                                                       | Ates Gürpinar              | DIE LINKE            | 10.351      | 6,0         | 14.302       | 8,2          |
|                                                       | Horst Engler-Hamm          | FREIE WÄHLER         | 2.752       | 1,6         | 1.869        | 1,1          |
|                                                       | –                          | PIRATEN              | –           | –           | 750          | 0,4          |
|                                                       | Tobias Ruff                | ÖDP                  | 2.893       | 1,7         | 1.419        | 0,8          |
|                                                       | Stephan Mannseicher        | BP                   | 1.168       | 0,7         | 874          | 0,5          |
|                                                       | –                          | NPD                  | –           | –           | 135          | 0,1          |
|                                                       | –                          | Tierschutzpartei     | –           | –           | 1.354        | 0,8          |
|                                                       | Patrick Ziegler            | MLPD                 | 160         | 0,1         | 79           | 0,0          |
|                                                       | Martin Henning             | Büso                 | 119         | 0,1         | 38           | 0,0          |
|                                                       | –                          | BGE                  | –           | –           | 360          | 0,2          |
|                                                       | –                          | DiB                  | –           | –           | 541          | 0,3          |
|                                                       | –                          | DKP                  | –           | –           | 40           | 0,0          |
|                                                       | –                          | DM                   | –           | –           | 266          | 0,2          |
|                                                       | Valentin Schwarze          | Die PARTEI           | 2.188       | 1,3         | 1.590        | 0,9          |
|                                                       | –                          | Gesundheitsforschung | –           | –           | 174          | 0,1          |
|                                                       | –                          | V-Partei³            | –           | –           | 324          | 0,2          |
| Gesamt                                                | Gesamt                     | Gesamt               | 173.121     | 100         | 173.528      | 100          |
|                                                       |                            |                      |             |             |              |              |
| Ungültige Stimmen                                     | Ungültige Stimmen          | Ungültige Stimmen    | 1.075       | 0,6         | 668          | 0,4          |
| Wähler                                                | Wähler                     | Wähler               | 174.196     | 76,9        | 174.196      | 76,9         |
| Wahlberechtigte                                       | Wahlberechtigte            | Wahlberechtigte      | 226.436     |             | 226.436      |              |
|                                                       |                            |                      |             |             |              |              |
| Quellen: Die Bundeswahlleiterin, Kandidaten – Stimmen |                            |                      |             |             |              |              |

### Bundestagswahl 2013
| Kandidaten                                            | Kandidaten                       | Parteien/Listen     | Erststimmen | Erststimmen | Zweitstimmen | Zweitstimmen |
| Kandidaten                                            | Kandidaten                       | Parteien/Listen     | Stimmen     | %           | Stimmen      | %            |
| ----------------------------------------------------- | -------------------------------- | ------------------- | ----------- | ----------- | ------------ | ------------ |
|                                                       | Johannes Singhammergewählt im WK | CSU                 | 66.930      | 43,2        | 57.100       | 36,8         |
|                                                       | Florian Post                     | SPD                 | 48.625      | 31,4        | 38.350       | 24,7         |
|                                                       | Ruth Hohenadl                    | FDP                 | 5.749       | 3,7         | 12.778       | 8,2          |
|                                                       | Doris Wagner                     | GRÜNE               | 15.962      | 10,3        | 21.174       | 13,6         |
|                                                       | Roland Stigge                    | DIE LINKE           | 5.722       | 3,7         | 7.088        | 4,6          |
|                                                       | Alexander Bock                   | PIRATEN             | 4.979       | 3,2         | 4.223        | 2,7          |
|                                                       | Detlef Wacker                    | NPD                 | 1.142       | 0,7         | 654          | 0,4          |
|                                                       | Michael Sandweg                  | ÖDP                 | 2.320       | 1,5         | 1.544        | 1,0          |
|                                                       | –                                | REP                 | –           | –           | 262          | 0,2          |
|                                                       | –                                | Bündnis 21/RRP      | –           | –           | 42           | 0,0          |
|                                                       | –                                | BP                  | –           | –           | 900          | 0,6          |
|                                                       | –                                | Tierschutzpartei    | –           | –           | 1.071        | 0,7          |
|                                                       | –                                | DIE VIOLETTEN       | –           | –           | 209          | 0,1          |
|                                                       | Martin Hennig                    | BüSo                | 228         | 0,1         | 56           | 0,0          |
|                                                       | Klaus Dumberger                  | MLPD                | 164         | 0,1         | 60           | 0,0          |
|                                                       | –                                | AfD                 | –           | –           | 7.106        | 4,6          |
|                                                       | –                                | pro Deutschland     | –           | –           | 110          | 0,1          |
|                                                       | –                                | DIE FRAUEN          | –           | –           | 196          | 0,1          |
|                                                       | Gökhan Deger                     | FREIE WÄHLER        | 2.936       | 1,9         | 2.193        | 1,4          |
|                                                       | –                                | PARTEI DER VERNUNFT | –           | –           | 128          | 0,1          |
| Gesamt                                                | Gesamt                           | Gesamt              | 154.757     | 100         | 155.244      | 100          |
|                                                       |                                  |                     |             |             |              |              |
| Ungültige Stimmen                                     | Ungültige Stimmen                | Ungültige Stimmen   | 1.185       | 0,8         | 698          | 0,4          |
| Wähler                                                | Wähler                           | Wähler              | 155.942     | 69,1        | 155.942      | 69,1         |
| Wahlberechtigte                                       | Wahlberechtigte                  | Wahlberechtigte     | 225.557     |             | 225.557      |              |
|                                                       |                                  |                     |             |             |              |              |
| Quellen: Die Bundeswahlleiterin, Kandidaten – Stimmen |                                  |                     |             |             |              |              |

### Bundestagswahl 2009
| Kandidaten                                          | Kandidaten                       | Parteien/Listen      | Erststimmen | Erststimmen | Zweitstimmen | Zweitstimmen |
| Kandidaten                                          | Kandidaten                       | Parteien/Listen      | Stimmen     | %           | Stimmen      | %            |
| --------------------------------------------------- | -------------------------------- | -------------------- | ----------- | ----------- | ------------ | ------------ |
|                                                     | Johannes Singhammergewählt im WK | CSU                  | 57.161      | 36,5        | 48.622       | 31,0         |
|                                                     | Axel Berg                        | SPD                  | 55.691      | 35,6        | 31.067       | 19,8         |
|                                                     | Ruth Hohenadl                    | FDP                  | 15.766      | 10,1        | 28.189       | 18,0         |
|                                                     | Judith Greif                     | GRÜNE                | 15.307      | 9,8         | 27.405       | 17,5         |
|                                                     | Nicole Fritsche                  | DIE LINKE            | 7.773       | 5,0         | 10.705       | 6,8          |
|                                                     | Heinz Rudolf                     | NPD                  | 1.531       | 1,0         | 1.117        | 0,7          |
|                                                     | –                                | REP                  | –           | –           | 482          | 0,3          |
|                                                     | –                                | FAMILIE              | –           | –           | 461          | 0,3          |
|                                                     | –                                | BP                   | –           | –           | 751          | 0,5          |
|                                                     | –                                | PBC                  | –           | –           | 96           | 0,1          |
|                                                     | David Faku                       | BüSo                 | 217         | 0,1         | 95           | 0,1          |
|                                                     | Klaus Dumberger                  | MLPD                 | 123         | 0,1         | 70           | 0,0          |
|                                                     | –                                | CM                   | –           | –           | 85           | 0,1          |
|                                                     | –                                | DVU                  | –           | –           | 73           | 0,0          |
|                                                     | –                                | DIE VIOLETTEN        | –           | –           | 306          | 0,2          |
|                                                     | –                                | Die Tierschutzpartei | –           | –           | 1.019        | 0,6          |
|                                                     | Leo Meyer-Giesow                 | ödp                  | 1.732       | 1,1         | 1.283        | 0,8          |
|                                                     | –                                | PIRATEN              | –           | –           | 4.164        | 2,7          |
|                                                     | –                                | RRP                  | –           | –           | 932          | 0,6          |
|                                                     | Herbert Utz                      | Einzelbewerber a     | 1.285       | 0,8         | –            | –            |
| Gesamt                                              | Gesamt                           | Gesamt               | 156.586     | 100         | 156.922      | 100          |
|                                                     |                                  |                      |             |             |              |              |
| Ungültige Stimmen                                   | Ungültige Stimmen                | Ungültige Stimmen    | 1.459       | 0,9         | 1.123        | 0,7          |
| Wähler                                              | Wähler                           | Wähler               | 158.045     | 71,6        | 158.045      | 71,6         |
| Wahlberechtigte                                     | Wahlberechtigte                  | Wahlberechtigte      | 220.785     |             | 220.785      |              |
|                                                     |                                  |                      |             |             |              |              |
| Quellen: Der Bundeswahlleiter, Kandidaten – Stimmen |                                  |                      |             |             |              |              |

### Bundestagswahl 2005
| Kandidaten                                          | Kandidaten                   | Parteien/Listen   | Erststimmen | Erststimmen | Zweitstimmen | Zweitstimmen |
| Kandidaten                                          | Kandidaten                   | Parteien/Listen   | Stimmen     | %           | Stimmen      | %            |
| --------------------------------------------------- | ---------------------------- | ----------------- | ----------- | ----------- | ------------ | ------------ |
|                                                     | Johannes Singhammer          | CSU               | 61.739      | 41,0        | 54.704       | 36,2         |
|                                                     | Axel Berggewählt im WK       | SPD               | 65.893      | 43,7        | 45.157       | 29,9         |
|                                                     | Stefan Boes                  | GRÜNE             | 8.337       | 5,5         | 22.367       | 14,8         |
|                                                     | Daniel Volk                  | FDP               | 7.272       | 4,8         | 18.274       | 12,1         |
|                                                     | –                            | REP               | –           | –           | 631          | 0,4          |
|                                                     | Friedrich Franz Schmalzbauer | Die Linke.        | 3.959       | 2,6         | 6.082        | 4,0          |
|                                                     | Roland Ernest Wuttke         | NPD               | 1.334       | 0,9         | 1.134        | 0,8          |
|                                                     | –                            | PBC               | –           | –           | 171          | 0,1          |
|                                                     | Jaroslav Curlisca            | BP                | 716         | 0,5         | 614          | 0,4          |
|                                                     | –                            | DIE FRAUEN        | –           | –           | 285          | 0,2          |
|                                                     | –                            | GRAUE             | –           | –           | 630          | 0,4          |
|                                                     | Klaus Fimmen                 | BüSo              | 260         | 0,2         | 135          | 0,1          |
|                                                     | Heidrun Schall               | FAMILIE           | 1.207       | 0,8         | 717          | 0,5          |
|                                                     | –                            | MLPD              | –           | –           | 77           | 0,1          |
| Gesamt                                              | Gesamt                       | Gesamt            | 150.717     | 100         | 150.978      | 100          |
|                                                     |                              |                   |             |             |              |              |
| Ungültige Stimmen                                   | Ungültige Stimmen            | Ungültige Stimmen | 1.545       | 1,0         | 1.284        | 0,8          |
| Wähler                                              | Wähler                       | Wähler            | 152.262     | 75,1        | 152.262      | 75,1         |
| Wahlberechtigte                                     | Wahlberechtigte              | Wahlberechtigte   | 202.793     |             | 202.793      |              |
|                                                     |                              |                   |             |             |              |              |
| Quellen: Der Bundeswahlleiter, Kandidaten – Stimmen |                              |                   |             |             |              |              |

### Bundestagswahl 2002
| Kandidaten                                          | Kandidaten             | Parteien/Listen   | Erststimmen | Erststimmen | Zweitstimmen | Zweitstimmen |
| Kandidaten                                          | Kandidaten             | Parteien/Listen   | Stimmen     | %           | Stimmen      | %            |
| --------------------------------------------------- | ---------------------- | ----------------- | ----------- | ----------- | ------------ | ------------ |
|                                                     | Johannes Singhammer    | CSU               | 68.287      | 43,3        | 68.765       | 43,4         |
|                                                     | Axel Berggewählt im WK | SPD               | 68.635      | 43,5        | 48.611       | 30,7         |
|                                                     | Thomas Georg Grahammer | GRÜNE             | 11.164      | 7,1         | 25.839       | 16,3         |
|                                                     | Ulrich Irmer           | FDP               | 6.655       | 4,2         | 9.751        | 6,2          |
|                                                     | –                      | REP               | –           | –           | 626          | 0,4          |
|                                                     | Tobias Ruff            | ödp               | 1.303       | 0,8         | 476          | 0,3          |
|                                                     | Mercan Arda            | PDS               | 1.430       | 0,9         | 2.053        | 1,3          |
|                                                     | –                      | BP                | –           | –           | 165          | 0,1          |
|                                                     | –                      | Tierschutz        | –           | –           | 734          | 0,5          |
|                                                     | –                      | GRAUE             | –           | –           | 231          | 0,1          |
|                                                     | –                      | PBC               | –           | –           | 61           | 0,0          |
|                                                     | –                      | NPD               | –           | –           | 252          | 0,2          |
|                                                     | –                      | DIE FRAUEN        | –           | –           | 163          | 0,1          |
|                                                     | –                      | CM                | –           | –           | 69           | 0,0          |
|                                                     | Elke Fimmen            | BüSo              | 334         | 0,2         | 84           | 0,1          |
|                                                     | –                      | AUFBRUCH          | –           | –           | 103          | 0,1          |
|                                                     | –                      | Schill            | –           | –           | 393          | 0,2          |
| Gesamt                                              | Gesamt                 | Gesamt            | 157.808     | 100         | 158.376      | 100          |
|                                                     |                        |                   |             |             |              |              |
| Ungültige Stimmen                                   | Ungültige Stimmen      | Ungültige Stimmen | 1.515       | 1,0         | 947          | 0,6          |
| Wähler                                              | Wähler                 | Wähler            | 159.323     | 78,5        | 159.323      | 78,5         |
| Wahlberechtigte                                     | Wahlberechtigte        | Wahlberechtigte   | 203.053     |             | 203.053      |              |
|                                                     |                        |                   |             |             |              |              |
| Quellen: Der Bundeswahlleiter, Kandidaten – Stimmen |                        |                   |             |             |              |              |

### Bundestagswahl 1998
| Kandidaten                                          | Kandidaten              | Parteien/Listen     | Erststimmen | Erststimmen | Zweitstimmen | Zweitstimmen |
| Kandidaten                                          | Kandidaten              | Parteien/Listen     | Stimmen     | %           | Stimmen      | %            |
| --------------------------------------------------- | ----------------------- | ------------------- | ----------- | ----------- | ------------ | ------------ |
|                                                     | Johannes Singhammer     | CSU                 | 52.477      | 42,1        | 47.767       | 38,2         |
|                                                     | Axel Berggewählt im WK  | SPD                 | 56.040      | 44,9        | 47.951       | 38,4         |
|                                                     | Ulrich Irmer            | FDP                 | 3.472       | 2,8         | 8.026        | 6,4          |
|                                                     | Martin Ottensmann       | GRÜNE               | 6.124       | 4,9         | 12.381       | 9,9          |
|                                                     | Maximilian Brym         | PDS                 | 1.172       | 0,9         | 1.674        | 1,3          |
|                                                     | –                       | APPD                | –           | –           | 139          | 0,1          |
|                                                     | –                       | BP                  | –           | –           | 448          | 0,4          |
|                                                     | Elke Fimmen             | BüSo                | 107         | 0,1         | 38           | 0,0          |
|                                                     | Alfred Otto Rätsch      | BFB – Die Offensive | 855         | 0,7         | 642          | 0,5          |
|                                                     | –                       | Chance 2000         | –           | –           | 70           | 0,1          |
|                                                     | Rudolf Heiß             | CM                  | 187         | 0,1         | 80           | 0,1          |
|                                                     | –                       | DVU                 | –           | –           | 1.127        | 0,9          |
|                                                     | –                       | GRAUE               | –           | –           | 328          | 0,3          |
|                                                     | Norbert Otto Mitteldorf | REP                 | 3.272       | 2,6         | 2.671        | 2,1          |
|                                                     | –                       | DIE FRAUEN          | –           | –           | 73           | 0,1          |
|                                                     | –                       | Pro DM              | –           | –           | 312          | 0,2          |
|                                                     | –                       | MLPD                | –           | –           | 15           | 0,0          |
|                                                     | –                       | Tierschutz          | –           | –           | 430          | 0,3          |
|                                                     | –                       | NPD                 | –           | –           | 88           | 0,1          |
|                                                     | –                       | NATURGESETZ         | –           | –           | 106          | 0,1          |
|                                                     | Annette Knote           | ödp                 | 843         | 0,7         | 580          | 0,5          |
|                                                     | –                       | PBC                 | –           | –           | 57           | 0,0          |
|                                                     | Hans Georg Kemper       | Einzelbewerber      | 176         | 0,1         | –            | –            |
| Gesamt                                              | Gesamt                  | Gesamt              | 124.725     | 100         | 125.003      | 100          |
|                                                     |                         |                     |             |             |              |              |
| Ungültige Stimmen                                   | Ungültige Stimmen       | Ungültige Stimmen   | 909         | 0,7         | 631          | 0,5          |
| Wähler                                              | Wähler                  | Wähler              | 125.634     | 75,5        | 125.634      | 75,5         |
| Wahlberechtigte                                     | Wahlberechtigte         | Wahlberechtigte     | 166.451     |             | 166.451      |              |
|                                                     |                         |                     |             |             |              |              |
| Quellen: Der Bundeswahlleiter, Kandidaten – Stimmen |                         |                     |             |             |              |              |

### Bundestagswahl 1994
| Kandidaten                                                              | Kandidaten                       | Parteien/Listen   | Erststimmen | Erststimmen | Zweitstimmen | Zweitstimmen |
| Kandidaten                                                              | Kandidaten                       | Parteien/Listen   | Stimmen     | %           | Stimmen      | %            |
| ----------------------------------------------------------------------- | -------------------------------- | ----------------- | ----------- | ----------- | ------------ | ------------ |
|                                                                         | Johannes Singhammergewählt im WK | CSU               | 55.458      | 44,1        | 51.880       | 41,2         |
|                                                                         | Peter Glotz                      | SPD               | 50.359      | 40,1        | 43.525       | 34,6         |
|                                                                         | Ulrich Irmer                     | FDP               | 4.818       | 3,8         | 10.245       | 8,1          |
|                                                                         | Martin Ottensmann                | GRÜNE             | 7.562       | 6,0         | 11.657       | 9,3          |
|                                                                         | Tigris Seyfarth                  | PDS               | 1.061       | 0,8         | 1.606        | 1,3          |
|                                                                         | –                                | BP                | –           | –           | 692          | 0,5          |
|                                                                         | Elke Fimmen                      | Solidarität       | 287         | 0,2         | 41           | 0,0          |
|                                                                         | –                                | LIGA              | –           | –           | 52           | 0,0          |
|                                                                         | –                                | CM                | –           | –           | 45           | 0,0          |
|                                                                         | –                                | GRAUE             | –           | –           | 456          | 0,4          |
|                                                                         | Rolf Gutenberger                 | NATURGESETZ       | 447         | 0,4         | 201          | 0,2          |
|                                                                         | Franz Schönhuber                 | REP               | 4.333       | 3,4         | 3.710        | 2,9          |
|                                                                         | Heinz Iro                        | MLPD              | 75          | 0,1         | 26           | 0,0          |
|                                                                         | –                                | Tierschutz        | –           | –           | 515          | 0,4          |
|                                                                         | Leo Michael Meyer-Giesow         | ödp               | 1.283       | 1,0         | 979          | 0,8          |
|                                                                         | –                                | PBC               | –           | –           | 60           | 0,0          |
|                                                                         | –                                | STATT Partei      | –           | –           | 215          | 0,2          |
| Gesamt                                                                  | Gesamt                           | Gesamt            | 125.683     | 100         | 125.905      | 100          |
|                                                                         |                                  |                   |             |             |              |              |
| Ungültige Stimmen                                                       | Ungültige Stimmen                | Ungültige Stimmen | 828         | 0,7         | 606          | 0,5          |
| Wähler                                                                  | Wähler                           | Wähler            | 126.511     | 72,6        | 126.511      | 72,6         |
| Wahlberechtigte                                                         | Wahlberechtigte                  | Wahlberechtigte   | 174.347     |             | 174.347      |              |
|                                                                         |                                  |                   |             |             |              |              |
| Quellen: Der Bundeswahlleiter, Stimmen – Der Landeswahlleiter, Ergebnis |                                  |                   |             |             |              |              |

## Wahlkreissieger seit 1949
| Wahl | Name                | Partei | Erststimmen |
| ---- | ------------------- | ------ | ----------- |
| 2021 | Bernhard Loos       | CSU    | 25,7 %      |
| 2017 | Bernhard Loos       | CSU    | 32,4 %      |
| 2013 | Johannes Singhammer | CSU    | 43,2 %      |
| 2009 | Johannes Singhammer | CSU    | 36,5 %      |
| 2005 | Axel Berg           | SPD    | 43,7 %      |
| 2002 | Axel Berg           | SPD    | 43,5 %      |
| 1998 | Axel Berg           | SPD    | 44,9 %      |
| 1994 | Johannes Singhammer | CSU    | 44,1 %      |
| 1990 | Fritz Wittmann      | CSU    | 38,9 %      |
| 1987 | Fritz Wittmann      | CSU    | 44,4 %      |
| 1983 | Fritz Wittmann      | CSU    | 45,8 %      |
| 1980 | Hans-Jochen Vogel   | SPD    | 50,1 %      |
| 1976 | Hans-Jochen Vogel   | SPD    | 47,4 %      |
| 1972 | Wenzel Bredl        | SPD    | 54,3 %      |
| 1969 | Wenzel Bredl        | SPD    | 51,2 %      |
| 1965 | Walter Seuffert     | SPD    | 47,7 %      |
| 1961 | Siegfried Balke     | CSU    | 42,4 %      |
| 1957 | Siegfried Balke     | CSU    | 47,9 %      |
| 1953 | Otto Gumrum         | CSU    | 47,2 %      |
| 1949 | Walter Seuffert     | SPD    | 23,9 %      |

## Wahlkreisgeschichte
| Wahl      | Wahlkreisname    | Gebiet                                                                                                  |
| --------- | ---------------- | --- |
| 1949      | 5 München-Nord   | Schwabing, Freimann, Milbertshofen, Moosach, Feldmoching, Hasenbergl, Maxvorstadt, Lehel                |
| 1953–1961 | 200 München-Nord | Schwabing, Freimann, Milbertshofen, Moosach, Feldmoching, Hasenbergl, Maxvorstadt, Lehel                |
| 1965–1972 | 205 München-Nord | Schwabing-Ost, Freimann, Milbertshofen, Moosach, Feldmoching, Hasenbergl, Neuhausen                     |
| 1976      | 205 München-Nord | Schwabing-Ost, Freimann, Milbertshofen, Moosach, Feldmoching, Hasenbergl                                |
| 1980–1998 | 204 München-Nord | Schwabing-Ost, Freimann, Milbertshofen, Moosach, Feldmoching, Hasenbergl                                |
| 2002–2005 | 219 München-Nord | Schwabing-West, Schwabing-Freimann, Milbertshofen-Am Hart, Moosach, Feldmoching-Hasenbergl, Maxvorstadt |
| 2009–2013 | 218 München-Nord | Schwabing-West, Schwabing-Freimann, Milbertshofen-Am Hart, Moosach, Feldmoching-Hasenbergl, Maxvorstadt |
| 2017–2021 | 217 München-Nord | Schwabing-West, Schwabing-Freimann, Milbertshofen-Am Hart, Moosach, Feldmoching-Hasenbergl, Maxvorstadt |
| 2025–     | 216 München-Nord | Schwabing-West, Schwabing-Freimann, Milbertshofen-Am Hart, Moosach, Feldmoching-Hasenbergl, Maxvorstadt |